# Ekpyrosis
ekpyrosis és un concepte creat per la filosofia estoica. La idea deriva d'una paraula del grec antic, ἐκπύρωσις, pronunciat ekpirōsis, i que significa "conflagració". El concepte l'aplicaven per a parlar de la conflagració de l'univers.

## Significat
Dins la paraula ἐκπύρωσις, es troba l'arrel πῦρ, que significa "foc" o "llum". Segons les creences estoiques el cosmos es destrueix cíclicament per una conflagració universal cada Any platònic, també conegut com a cicle equinoccial. Llavors el cosmos es reconstitueix, esdeveniment conegut com a Palingenesi, i més endavant es torna a destruir començant així un nou cicle
Tot i que la noció d'ekpyrosis es relaciona amb el pensament estoic, la idea d'una destrucció periòdica de l'univers es troba en altres corrents filosòfics grecs i també en altres civilitzacions. Com a exemple de filòsof no estoic podem trobar aquest concepte en l'obra de Plató Timeu.

## Cites famoses
En un famós passatge de les Naturales quaestiones Sèneca narra les consideracions de Berós amb relació a aquesta conflagració universal.
« Berós, el traductor de Belos, atribueix als planetes la causa d'aquests canvis. La seva certesa respecte d'això el va fer fixar la data de la Conflagració i del Diluvi universals. Tot allò que és terrenal, va dir, brillarà quan els astres que segueixin mantenint òrbites diferents coincideixin sota el signe del cranc i se situïn en filera de manera que es pugui traçar una línia recta passant pel centre de totes les esferes. El diluvi tindrà lloc quan aquests mateixos planetes ocupin el lloc de Capricorn. El solstici d'estiu serà iniciat per la primera d'aquestes dues constel·lacions, i el d'hivern per la segona ».
També trobem el terme en un discurs de Censorinus sobre la durada de l'Any platònic: 
« Hi ha, a més, l'any anomenat per Aristòtil "suprem", més que gran, i que forma les òrbites del sol, de la lluna i de les cinc estrelles errants, quan tots aquests astres tornen al punt del que van sortir. Aquest any té un llarg hivern, anomenat pels grecs καταλυσμὸς, és a dir diluvi; el segueix un llarg estiu anomenat ἐκπύρωσις, o incendi del món. El món, certament, sembla estar alternativament lligat a aquestes dues èpoques. Aquest any, segons opina Aristarc, es compon de 2.484 anys solars. Aretes de Dyrrachium
la xifra en 5.552 anys; Heràclit i Linus en 10.800; Dió, en 10.884; Orfeu, en 120.000 ;Cassandre en 3.600 000. D'altres han considerat aquest any infinit i sense retorn. »
El bisbe d'Emesa, Nemesi (350-400 dC), en fa referència: 
« Els estoics proposen que, després d'un cert període, els planetes tornen a un mateix punt del cel, exacte en longitud i latitud, on havien estat al començament del món, i el resultat és la crema i destrucció de l'univers, però no és la fi sinó que tot comença de nou. O, com que el curs dels astres és exactament el mateix que abans, totes les coses que han tingut lloc en el període precedent tornen a passar de la mateixa manera. Per tant, hi haurà altra vegada un Sòcrates, un Plató, i cadascun dels homes amb els mateixos amics i els mateixos conciutadans que aconsellaran les mateixes coses, s'entretindran amb les mateixes persones i tractaran les mateixes qüestions. I tota la ciutat i la rodalia i els camps es renovaran paral·lelament ... No hi haurà res estrany en comparació amb el que havia passat abans, sinó que totes les coses seran semblants, fins i tot en els detalls més ínfims... I aquesta restauració (apocatastasi) no es produirà una única vegada, sinó moltes; i totes les coses es restauraran eternament ».